# Palais du gouvernement (Erevan)
Pour les articles homonymes, voir Palais du gouvernement.
Le Palais du gouvernement numéro 1 (en arménien : Հայաստանի Հանրապետության կառավարական տուն ; Hayastani Hanrapetut'yan Karavarakan Tun) est un édifice public situé sur la place de la République, à Erevan en Arménie.
Il a été conçu par Alexandre Tamanian, qui a reçu le prix d'État de l'URSS en 1942 pour cette œuvre.
C'est la résidence officielle du Premier ministre arménien et le siège du gouvernement.